# Morgan Schild
Morgan Schild, née le 25 août 1997 à Rochester (comté de Monroe, New York), est une skieuse américaine spécialisée dans le ski de bosses. Elle fait partie de l'équipe olympique américaine pour les Jeux olympiques d'hiver de 2018 à Pyeongchang.

## Enfance et éducation
Schild est née le 25 août 1997, à Rochester dans l'État de New York. Enfant, elle est très sportive. Elle a commencé le ski à l'âge de cinq ans. Elle a fait du ski acrobatique mais aussi du ski de randonnée nordique, du  football et du softball. Schild a décidé de se lancer dans la compétition de ski après avoir vu Hannah Kearney gagner une médaille d'or aux jeux Olympiques d'Hiver 2010. Schild est allé au lycée à Pittsford Sutherland High School (en) et à l'université Westminster College (en).

## Carrière
Schild est une skieuse de bosses. En 2016,  elle est nommée recrue de l'année lors de la coupe du monde de ski acrobatique 2015-2016. En 2015, lors des Championnats du Monde juniors, Schild se blesse à l'épaule et au ligament croisé antérieur. Les blessures l'empêchent d'être présente lors des compétitions pendant deux ans.
Schild fait son retour à la compétition en janvier 2017 et se classe troisième à sa première compétition. En mars 2017, Schild a gagné le championnat national américain en ski de bosses. En janvier 2018, Schild termine en troisième place lors de deux événements de la coupe du monde de ski acrobatique 2017-2018 et obtient sa place dans l'équipe Olympique américaine pour les Jeux olympiques d'hiver de 2018 à Pyeongchang,. Schild est entrainée par Jean Kroetz. Son surnom dans les compétitions est “Warpaint” pour sa concentration dans la compétition.